# Bărăștii Hațegului
Bărăștii Hațegului – wieś w Rumunii, w okręgu Hunedoara, w gminie Sântămăria-Orlea. W 2011 roku liczyła 394 mieszkańców.